# Клеменция Венгерская
Клеменция Венгерская (фр. Clémence de Hongrie; 8 февраля 1293, Неаполь — 12 октября 1328, Париж) — королева Франции и Наварры, супруга короля Людовика X.

## Биография
Клеменция была дочерью Карла Мартела Анжуйского, носившего титул короля Венгерского, и Клеменции Габсбургской, дочери императора Рудольфа I. Она была племянницей Карла Валуа по его первой жене Маргарите Анжу-Сицилийской и сестрой Карла Роберта, иначе Шаробера, короля Венгрии, а также Беатрисы, супруги Жана II, дофина Вьеннского. 19 августа 1315 года Клеменция сочеталась браком с Людовиком Х Сварливым, королём Франции и Наварры, и вместе с ним была коронована в Реймсе 24 августа. 5 июня 1316 года она овдовела, а в ноябре того же года родила сына Иоанна I Посмертного, умершего через несколько дней. Будучи королевой Франции менее года, оставила о себе воспоминания как о женщине набожной и добродетельной. Поборов присущие ей от рождения застенчивость и скромность, пыталась влиять на супруга, отличавшегося слабохарактерностью и вздорным нравом. Её брак с Людовиком был устроен при помощи его дяди Карла Валуа и бабушки Клеменции, Марии Венгерской. Существует версия, что первая жена Людовика, с которой ему не удавалось получить развод, была умерщвлена именно из-за требований Марии Венгерской поскорее устроить свадьбу.
Короткое замужество, раннее вдовство и, во многом, смерть сына, отразились на её характере. Не проявлявшая склонности к роскоши в сане королевы, она страстно увлеклась коллекционированием драгоценностей, картин и прочих предметов искусства. При французском дворе у неё почти не было друзей. Скончалась Клеменция в Тампле 12 октября 1328 года, оставив после себя довольно много неоплаченных долгов. После смерти её имущество было распродано.

## Клеменция в искусстве
Клеменция Венгерская является одной из героинь цикла исторических романов «Проклятые короли» французского писателя Мориса Дрюона. Образ Клеменции на экране был воплощен двумя французскими актрисами: Моник Лежён в 1972 году и Сереной Аутьери в 2005 году.